# Batalla del Monte Gargano
La Batalla del Monte Gargano fue un enfrentamiento militar que se produjo en 72 a. C. en el monte homónimo entre una legión romana del cónsul Lucio Gelio Publícola y el esclavo rebelde Crixo, que no tenía el liderazgo militar de Espartaco y fue vencido por el cónsul y su ejército, quién, a pesar de haberse rebelado junto a Espartaco, ahora estaba haciendo la guerra por sí solo.

## Antecedentes

### Esclavitud en la República tardía
En esos tiempos, se estima que de los seis millones de habitantes de la península, un tercio eran esclavos.
La gran llegada de esclavos había comenzado en la primera mitad del siglo II a. C.. La mayoría habían nacido libres y conservaban la memoria de su libertad perdida. Habían sido capturados en las guerras del Mediterráneo Oriental, siendo llamados genéricamente sirios. Estos conflictos habían comenzado tras la llegada de Roma a la zona, lo que había debilitado al Imperio seléucida, permitiendo guerras civiles y que Cilicia se volviera un refugio de piratas que atacaban las costas mediterráneas en grandes campañas de captura de esclavos. Sin embargo, la principal región exportadora estaba en el delta del Danubio y la costa norte del mar Negro, donde los escitas traían a vender a los prisioneros de sus incursiones. Estas rutas solían atravesar Tracia, lo que sugiere un cotidiano contacto de los tracios con la esclavitud. Posteriormente, empezaron a importarse gran cantidad de celtas y germanos desde los puertos de Aquilea, Arelate y Massilia.
Los primeros contingentes trabajaron en ranchos y granjas de la isla de Sicilia. Con el tiempo, los patricios empezaron formar grandes latifundios trabajados por cientos o miles de esclavos en esa isla o el sur de península itálica. Algunos de estos esclavos extranjeros empezaron a ser usados para los espectáculos de gladiadores. En Capua, a inicios del siglo I a. C., casi todos los competidores eran galos o tracios, y algo similar sucedía en toda la península.

### La rebelión
En el año 73 a. C. se produjo una revuelta de gladiadores en Capua de la casa de Léntulo Batiato; decenas de ellos al mando de Espartaco, Enomao y Criso se escaparon, refugiándose en el Monte Vesubio, donde derrotaron al pretor Cayo Claudio Glabro que había sido enviado con un cuerpo de milicianos a detenerlo, formado por aproximadamente 4 a 6 cohortes, es decir, 3.000 soldados. Un destino similar sufrieron las tropas de Publio Varinio. Debe mencionarse que hay confusión en las mismas fuentes sobre esos eventos. Durante esa época, los rebeldes pasaron de 400 a 10.000 combatientes.
Tras avanzar saqueando la campiña italiana hacia el sur, pasaron el invierno en las zonas montañosas entre Nola, Nocera Inferiore, Turios y Metaponto. Durante dicho período probablemente falleció Enomao, en batalla según Orosio. Por aquel entonces, 110.000 legionarios (equivalentes a 20 o 22 legiones) estaban luchando lejos contra Quinto Sertorio y Mitrídates VI del Ponto, aparte de 8 legiones en Galia y Macedonia. No quedaban muchos guarneciendo Italia.
Finalmente, a la llegada de la primavera del 72 a. C. la masa humana de tracios, germanos, celtas y orientales empezó su lento avance al norte, supuestamente tratando de cruzar los Alpes para escapar a la Galia. Por razones de movilidad y suministros, marchaban y acampaban en columnas más pequeñas pero relativamente cercanas entre sí. Sin embargo, las disputas entre Crixo y Espartaco llevaron a la división de la fuerza, el primero se separó con galos y germanos con la intención de continuar la guerra dirigiéndose al Monte Gargano. Un erudito describe la situación como «Él [Crixo] era igual a Espartaco en valor pero no en sentido común» y carente de disciplina, y las fuentes romanas describen el acto de separarse de la fuerza principal como de «insolentes y audaces».
Al parecer, Crixo era partidario de atacar a los romanos, en cambio, Espartaco deseaba retirarse al norte. Es posible que la ruptura entre ambos se diera mientras se enfrentaban a Varinio y que Enomao acompañara al galo, pero al morir Crixo resultaran como el único jefe de la facción.

## Fuerzas enfrentadas
Después de sus victorias sobre Glabro y Varinio, la masa rebelde aumentó a 70.000 hombres, mujeres y niños, compuesta tanto por esclavos fugitivos como por otros empleados como pastores y arrieros en el sur italiano, y como la región tenía muchos latifundios, había una alta densidad de esclavos. Espartaco aprovechó de armar a algunos con armaduras y a otros los dejó como exploradores, debido a esto su ejército era una mescolanza de combatientes armados con las armas tradicionales de sus pueblos como de equipamiento romano capturado. También dispuso que los gladiadores entrenaran a los recién llegados. Sin embargo, fue entonces cuando Crixo se separó con 30.000 galos y germanos, seguramente incluyendo a guerreros, mujeres y niños con sus carromatos. Historiadores modernos rebajan la cifra total de rebeldes a 40.000, posiblemente basándose en Osorio, quien dice que Crixo tenía 10.000 guerreros a sus espaldas y Espartaco tres veces ese número.
Los romanos aprovecharon la situación y atacaron por separado a cada jefe rebelde. El pretor Quinto Arrio o el propio cónsul Lucio Gelio Publícola quedó con la misión de atacar a Crixo. Esta contradicción de las fuentes es importante, pues los ejércitos provinciales podían ser pretoriales o consulares según la jerarquía del imperator o gobernador. En el primer caso suelen contar con una legión romana y auxiliares y en el segundo dos legiones. El historiador español Ricardo de la Cierva dice que un ejército pretoriano solía ser de 8.000 a 10.000 hombres, mientras que uno consular equivalía al doble de soldados. En cambio, otros historiadores creen que una fuerza consular sumaba sólo  10.000 hombres, coincidente con la fuerza estimada para un par de legiones. Según Apiano, los cónsules contaban con dos legiones, pero probablemente se refería a las fuerzas de cada uno de los ejércitos consulares.

## Batalla

### Reconstrucción de Strauss
De la batalla sólo se sabe que los esclavos pelearon con gran valor. Basándose en testimonios de otros enfrentamientos de la época, el historiador estadounidense Barry Strauss se imagina el combate. Ambos contingentes se aproximaron gritando para animarse y asustar al enemigo, luego arqueros y honderos auxiliares intentaron debilitar las líneas rebeldes con una lluvia de proyectiles. A menos de 50 metros, los legionarios comenzaron a arrojar sus pilum acompañados de un terrorífico toque de tubas y cornus. A continuación, con sus estandartes en alto, cargarían al unísono. En ocasiones tal demostración de equipamiento y disciplina era suficiente para hacer huir al adversario, pero no ante Crixo y sus hombres.
Sin duda hubo un choque terrible, un encuentro donde se combatió mano a mano por 15 a 20 minutos antes de que los hombres se cansaran. Le seguiría una ruptura de las líneas de las dos partes y una breve retirada para reagruparse. Este ciclo, muy usual en las batallas antiguas, se repetiría constantemente por dos o tres horas hasta que un ejército colapse y huya. Es probable que el combate tomara varias "rondas" hasta que los romanos lograran rodear los flancos o abrirse paso por las líneas enemigas. Los esclavos lucharon ferozmente, lo suficiente para cobrar muchas bajas a los romanos pero no para impedir su derrota. Celtas y germanos solían agruparse en torno a sus jefes durante una batalla, resultándoles impensable hacer otra cosa que luchar hasta el final. Ante humillación de huir, prefirieron ser masacrados.

### Reconstrucción de Fields
El historiador militar británico Nic Fields cree que un fragmento se Salustio se refiere a la batalla. Ahí se menciona que los legionarios ocuparon una posición elevada en dos líneas de combate y que defendieron la posición con muchas bajas. Él utiliza ese documento para interpretar que las legiones estaban muy superadas en número, pues la formación de duplex acies (cada legión formaba dos líneas de cinco cohortes cada una) era defensiva, a diferencia de la tradicional triplex acies (cada legión en tres líneas, la primera de cuatro cohortes y las otras dos de tres).
Admitiendo que sólo esta especulando, pero las legiones debieron formarse en la cima de una colina y los rebeldes debieron cargar sobre ellos sólo para ser rechazados una y otra vez. Finalmente, los atacantes dudaron y huyeron, siendo perseguidos por los legionarios. Crixo al perder el control de la situación prefirió morir luchando. El único problema con dicha teoría es que el mismo fragmento menciona que el comandante romano fue el otro cónsul, Léntulo, y da a entender que los romanos fueron obligados a retirarse de la posición.

### Reconstrucción de Sabin
En el documental Decisive Battles, el historiador militar británico Philip A. G. Sabin relata otra versión del enfrentamiento, en que los esclavos de Crixo fueron atacados por los romanos pero lograron rechazarlos. Sintiéndose victoriosos, empezaron a celebrar y emborracharse, momento en que los romanos volvieron y los asesinaron sin mayores esfuerzos.

## Consecuencias
Una fuente dice que todos los esclavos fueron muertos en la batalla y otra que dos tercios fueron eliminados. En concreto, se habla de 20.000 esclavos fallecidos. Es posible que Casto y Cánico sucedieran a Crixo como jefes de los germanos y galos rebeldes.
El colega consular de Gelio, Léntulo, fue vencido en los Apeninos. La horda rebelde era enorme y marchaba hacia el norte; la derrota debilitó a su movimiento momentáneamente pero sobre todo, expuso las divisiones entre los que sólo deseaban huir por los Alpes y no ser parte del mundo romano y los que deseaban dedicarse a saquear y vengarse.

### Antigua
Al citarse obras antiguas, los libros aparecen con números romanos y capítulos y/o párrafos con números indios. 
- Apiano. Las guerras civiles, libro I, parte de la Historia romana. Versión digitalizada en Perseus, basado en traducción latín-inglés por Horace White, volumen 3 de Harvard University Press, Londres: MacMillan, 1899. Véase también versión de UChicago del mismo traductor, edición 1913.
- Flavio Eutropio. Compendio de la Historia romana. Libro VI. Versión digitalizada en Forum Romanum, basada en traducción latín-inglés y notas por John Selby Watson, Londres: Henry G. Bohn, 1853. Digitalizado en latín por The Latin Library. Véase libro VI.
- Floro. Epítome de Tito Livio. Libro II. Versión digitalizada de UChicago, basada en traducción latín-inglés por E. S. Forster, edición Loeb Classical Library, 1929.
- Paulo Orosio. Historia contra los paganos. Versión en latín de Attalus, basada en edición de Karl Friedrich Wilhelm Zangemeister, 1889, Viena, corregida por Max Bänziger. Véase Libro 5 Archivado el 29 de mayo de 2020 en Wayback Machine.. Véase también traducción latín-inglés, introducción y notas por A. T. Fear, 2010, Liverpool University Press. ISBN 9781846312397.
- Plutarco. Vida de Craso, parte de Vidas paralelas. Versión digitalizada en UChicago, basada en traducción griego-inglés por Bernadotte Perrin, tomo III de Loeb Classical Library, 1916.
- Salustio. Historias. Libro III (fragmentos). Versión digitalizada en Attalus, basado en traducción latín-inglés por Patrick McGushin, Oxford, 1992 y 1994.
- Sexto Julio Frontino. Estratagemas. Libros I y II. Versión digitalizada en UChicago, basada en traducción latín-inglés por Charles E. Bennett, edición e introducción por Charles Bennett, 1925. El texto latino proviene de la edición de Ausgabe von Gundermann, Leipzig: Teubner, 1887.
- Tito Livio. Periocas. Versión digitalizada en 2003 por Livius. Basada en The Latin Library corregida con la edición de Paul Jal, Budé-edition, 1984. Traducción latín-inglés por Jona Lendering & Andrew Smith. Es un índice y resumen de una edición del siglo IV de su obra Ab Urbe condita (hoy mayormente perdida).
- Veleyo Patérculo. Compendio de la Historia romana. Digitalizado en inglés por Bill Mayer en UChicago. Véase Libro II. Basado en la obra de 1924, por la Loeb Classical Library, traducción latín-inglés y edición por Frederick W. Shipley.

### Moderna
- Broughton, Thomas Robert Shannon (1951). The Magistrates of the Roman Republic: 99 B.C.-31 B.C.. Scholars Press.
- Cummins, Joseph (2008). Great Rivals in History: When Politics Gets Personal. Sydney: Pier 9, Murdoch Books. ISBN 978-1-74196-042-6.
- De la Cierva, Ricardo (2008). Historial total de España: del hombre de Altamira al rey Juan Carlos: lecciones amenas de historia profunda. Editorial Félix. ISBN 9788488787491.
- Del Testa, David W.; Florence Lemoine, John Strickland (2001). Government Leaders, Military Rulers, and Political Activists. Westport: Greenwood Publishing Group. ISBN 978-1-57356-153-2.
- Fields, Nic (2009). Spartacus and the Slave War 73-71 BC: A Gladiator Rebels Against Rome Archivado el 27 de abril de 2014 en Wayback Machine.. Nueva York; Oxford: Osprey Publishing. ISBN 978-1-84603-353-7.
- Goldsworthy, Adrian (2010). In the Name of Rome: The Men Who Won the Roman Empire. Hachette. ISBN 9780297864011.
- Magill, Frank Northen; Christina J. Moose & Alison Aves (2003). Dictionary of World Biography: The Ancient World. Tomo I. Pasadena: Taylor & Francis. ISBN 978-1-57958-040-7.
- Schiavone, Aldo (2013). Spartacus. Harvard University Press. ISBN 9780674075801.
- Shaw, Brent D. (2016). Spartacus and the Slave Wars: A brief history with documents. Springer. ISBN 9781137121615.
- Strauss, Barry S. (2009). The Spartacus War. Simon and Schuster. ISBN 978-1-41653-205-7.
- Winkler, Martin M. (2008). Spartacus: Film and History. Victoria, Australia: John Wiley & Sons. ISBN 978-0-47077-726-8.